# Зелений острів (фільм)
«Зелений острів» (рос. Зелёный остров) — радянський художній фільм 1984 року, знятий Юлієм Файтом на Кіностудії ім. М. Горького.

## Сюжет
За мотивами оповідань Ніни Вікторової. Митя, постійний відвідувач конезаводу, любив коней і мав улюбленця — лоша Брута, з яким мріяв виступити на змаганнях. Однак Брут дістався іншому вершнику, який не зміг знайти правильний підхід до тварини. Свої перші змагання Брут програв. Митя вирішив продовжувати справу батька, який все життя присвятив виведенню нових порід коней.

## У ролях
- Михайло Бессонов — головна роль
- Анатолій Ромашин — головна роль
- Микола Денисов — другорядна роль
- Анна Гаврилова — другорядна роль
- Юрій Ричков — другорядна роль
- Петро Дементьєв — другорядна роль
- Володимир Капустін — другорядна роль
- Федір Валіков — другорядна роль
- Володимир Дубровський — Степан

## Знімальна група
- Режисер — Юлій Файт
- Сценарист — Ніна Вікторова
- Оператор — Володимир Липовой
- Композитор — Борис Чайковський
- Художник — Семен Веледницький